# كونكورد (نيويورك)
كونكورد (بالإنجليزية: Concord, New York)‏ هي بلدة أمريكية تقع في الولايات المتحدة في نيويورك (ولاية). يقدر عدد سكانها بـ 8,494 نسمة .